# Tamari Tschalaganidse
Tamari Tschalaganidse (georgisch თამარი ჩალაგანიძე, englische Transkription: Tamari Chalaganidze; * 14. Oktober 1995) ist eine georgische Tennisspielerin.

## Karriere
Tschalaganidse spielt vorrangig auf der ITF Women’s World Tennis Tour, wo sie aber noch keinen Titel gewinnen konnte.
2013 erhielt sie eine Wildcard für die Qualifikation zum Hauptfeld im Dameneinzel des Baku Cup, sowie auch für das Hauptfeld im Damendoppel zusammen mit ihrer Partnerin Nazrin Jafarova. In der Qualifikation zum Dameneinzel scheiterte sie in der ersten Runde klar mit 0:6 und 0:6 an ihrer Landsfrau Oksana Kalaschnikowa. Im Doppel verlor sie mit ihrer Partnerin ebenfalls klar in der ersten Runde gegen Ilona Kramen und Marina Melnikowa mit 2:6 und 0:6.
2014 konnte sie sich mit ihrer Partnerin Oleksandra Koraschwili für das Hauptfeld im Damendoppel der Fresh Start Women’s Open qualifizieren, wo die beiden aber gegen Louisa Chirico und Tamira Paszek mit 3:6 und 2:6 verloren. Im Juli erhielt sie für den Baku Cup wieder jeweils eine Wildcard für die Qualifikation zum Dameneinzel und das Hauptfeld im Damendoppel. Im Dameneinzel verlor sie gegen Nigina Abduraimova mit 2:6 und 2:6. Im Damendoppel verlor sie mit Partnerin Zuleykha Safarova gegen Oleksandra Koraschwili und Tereza Martincová mit 0:6 und 0:6.